# Yahya Khan
Yahya Khan (ur. 4 lutego 1917 w Ćakwale, zm. 10 sierpnia 1980 w Rawalpindi) – pakistański generał i polityk. Trzeci prezydent Pakistanu od 1969 do 1971 roku. Za jego kadencji miała miejsce secesja Pakistanu Wschodniego oraz porażka Pakistanu w wojnie z Indiami.
Był osobiście odpowiedzialny za wymordowanie nawet do 3 milionów ludzi w Bangladeszu w 1971 roku.